# Passeport malawite
Le passeport malawite est un document de voyage international délivré aux ressortissants malawites, et qui peut aussi servir de preuve de la citoyenneté malawite.